# Clube de Regatas Brasil
El Clube de Regatas Brasil, o CRB, és un equip de futbol del Brasil de la ciutat de Maceió a Alagoas.
El gran rival del CRB és el CSA.

## Història
El club va ser fundat el 20 de setembre del 1912 per Lafaiete Pacheco, antic membre del Clube Alagoano de Regatas. El 1916, construí al barri de Pajuçara el seu estadi, Severiano Gomes Filho.

## Palmarès
- Campionat alagoano (27):
  - 1927, 1930, 1937, 1938, 1939, 1940, 1950, 1951, 1961, 1964, 1969, 1970, 1972, 1973, 1976, 1977, 1978, 1979, 1983, 1986, 1987, 1992, 1993, 1995, 2002, 2012, 2013.

- Torneio José Américo Filho (Copa del Nord-est) (1):
  - 1975

## Presidents
- Luís Toledo Pizza Sobrinho - 1912-1913
- João Viana de Souza - 1913-1914
- Casimiro Movilha - 1914-1915
- Homero Viegas - 1915-1917
- Pedro Lima - 1917-1918
- Ismael Acioli - 1918-1920
- Raul Brito - 1920-1925
- Pedro Oliveira Rocha - 1925-1926
- Armando Melo - 1926-1927 (1927 - 1r títol)
- Pedro Lima - 1927-1928
- Juvêncio Lessa - 1928-1929
- Pedro Oliveira Rocha - 1929 - 1930 (1930 - 2n títol)
- Raul Brito - 1930-1931
- Ismael Acioli - 1931-1932
- Dalmário Souza - 1931-1932
- Emílio de Maya - 1933-1934
- Pedro Claudino Duarte - 1934-1936
- Fábio Araújo - 1936-1939
- Mauro Paiva - 1937-1939  (1937 - 3r títol / 1938 - 4t títol)
- Mário Gomes de Barros - 1939-1940 (1939 - 5è títol)
- Rui Palmeira - 1940-1941 (1940 - 6è títol)
- Jaques de Azevedo - 1941-1942
- Mauro Paiva - 1942-1943
- Aristides Torres - 1943-1944
- Paulo de Miranda Neto - 1944-1945
- Mauro Paiva - 1945-1947
- Gal. Mário de Carvalho Lima - 1947-1948
- Ulisses Marinho - 1948-1954 (1950 - 7è títol / 1951 - 8è títol)
- Luís Duda Calado - 1954-1955
- Djalma Loureiro - 1955-1956
- Roberto Castro - 1956-1957
- Aluizio Freitas Melro - 1956-1957
- Severiano Gomes Filho - 1958-1962 (1961 - 9è títol)
- Oswaldo Gomes de Barros - 1962-1966 (1964 - 10è títol)
- Severiano Gomes Filho - 1966-1967
- Walter Pitombo Laranjeiras - 1967-1968
- Divaldo Cavalcante Suruagy - 1968-1969
- Naftalli Edgar Setton - 1969-1970 (1969 - 11è títol)
- Oswaldo Gomes de Barros - 1970-1971 (1970 - 12è títol)
- Luiz Renato de Paiva Lima - 1971-1973 (1972 - 13è títol / 1973 - 14è títol)
- Cláudio Regis - 1973-1974
- Fernando Azevedo D'Aldeia - 1974-1975
- Luiz Gonzaga Mendes de Barros - 1975-1976
- José Santana de Melo - 1976-1977 (1976 - 15è títol)
- Afrânio Lages Filho - 1977-1979 (1977 - 16è títol / 1978 - 17è títol / 1979 - 18è títol)
- José Otávio Moreira Filho - 1979-1982
- Oswaldo Gomes de Barros - 1982-1984 (1983 - 19è títol)
- José de Medeiros Tavares - 1984-1985
- Waldemar Correia da Silva - 1985-1987 (1985 - 20è títol / 1986 - 21è títol)
- Carlos Alberto Fernande Antunes - 1987-1988
- José Luiz Malta Argolo - 1988-1989
- Walter Pitombo Laranjeiras - 1989-1990
- Paulo Roberto Magalhães Nunes - 1990-1991
- Manoel Gomes de Barros- 1991-1992  (1992 - 22è títol)
- José Marcelo de Medeiros Rocha - 1992-1993
- Waldemar Correia da Silva - 1993-1994 (1993 - 23è títol)
- Flávio Gomes de Barros - 1994-1995 (1995 - 24è títol)
- Walter Pitombo Laranjeiras - 1995-1998
- Wilton Antonio Figueiroa Lima - 1998-1999 / 2007-2008
- José Cabral da Rocha Barros - 1999-2004 / 2006 (2002 - 25è títol)
- Celso Luiz Tenório Brandão - 2004-2006
- Wilton Antônio Figueiroa Lima - 2007-2008